# Nikola Koydl
Nikola Koydl (Karlovac, 6. veljače 1939. –  Zagreb, 23. srpnja 2020.) je bio hrvatski slikar i grafičar, redoviti profesor na  ALU Zagreb. Područje njegova slikarskog izražavanja su crtež, grafika i plastično oblikovanje.

## Životopis
Akademiju likovnih umjetnosti u Zagrebu završio je 1962. u klasi profesora Đure Tiljka. Od 1962. do 1969. bio je suradnik Majstorske radionice Krste Hegedušića. Od tada poduzima niz studijskih putovanja u Francusku, Italiju, Mađarsku, Španjolsku, Dansku, Austriju. Sudjeluje na brojnim kolektivnim izložbama u zemlji i inozemstvu. Dobitnik je više nagrada. Njegovi radovi se nalaze u mnogim galerijama i muzejima i privatnim zbirkama. Od 1968. bavi se grafikom.

## Djelo
Koydl je suvremeni slikar nefigurativnog, visoko profinjenog izraza. Njegova osnovna tema je krajolik, a kasnije objekti i sami osjećaji. Priklonio se apstraktnom kolorističkom ekspresionizmu uz manji broj tonskih modelacija, sažeto i reducirano slikajući krajolik. Kasnije, svoj izraz je jasnije uobličio u organskoj apstrakciji s neznatnim naznakama pejzaža. Na nekim slikama prešao je u treću dimenziju, ne predajući se uobičajenoj plošnosti suvremenog slikarstva, koristeći stakloplastiku na lesonitu. Plasticitet koji je oduvijek bio prisutan u njegovim radovima, u novije vrijeme je postupno postao glavna tema. Tako pokušava izmiriti slikarstvo i kiparstvo u skladu s postmodernističkim interdisciplinarnim pristupom umjetnosti i životu. Izradio je manji broj skulptura i reljefa, od čega je privremeno odustao zbog materijala opasnog po zdravlje.
Dobio je više nagrada i priznanja. 1999. je dobio nagradu Vladimir Nazor za slikarstvo te za životno djelo 2009. godine.

## Odnos kritike
Likovna kritika od samih početaka se pozitivno izjašnjavala o slikarevu radu. Većina je uvidjela samosvojan, originalan put od slike ka znaku i prelaz od pejzaža do ideje o pejzažu. Sam Koydl pak kaže da se iza svake pojedine slike krajolika uvijek nalazio konkretan motiv.

## Vanjske poveznice
Službena web stranica  Arhivirana inačica izvorne stranice od 9. lipnja 2009. (Wayback Machine)